# Géza Kalocsay
Géza Kalocsay (30. května 1913 Berehovo, Rakousko-Uhersko — 26. září 2008 Budapešť) byl maďarský fotbalista původem z Podkarpatské Rusi, československý a maďarský reprezentant, držitel stříbrné medaile z mistrovství světa v Itálii roku 1934, byť do bojů šampionátu přímo nezasáhl. V československé reprezentaci odehrál 3 zápasy, v maďarské 2. Byl i fotbalovým trenérem.

## Sportovní kariéra

### V Československu
V Československu hrál jako levý křídelní útočník za Spartu Praha v letech 1932–1937, kdy zároveň v Praze vystudoval právnickou fakultu. Hrál zpravidla vedle Oldřicha Nejedlého. Získal se Spartou i Středoevropský pohár roku 1935. Ze Sparty odešel do francouzského Olympique Lillois (1937–1939).
Dostal se do československé reprezentace, kde sehrál v letech 1933 až 1935 tři zápasy. Do listiny střelců se nezapsal.

### V Maďarsku
Po vypuknutí války se vrátil do rodného Berehova, které bylo mezitím Vídeňskou arbitráží odstoupeno Maďarsku. Během války hrál tamní ligu za Kispest FC, Ferencváros Budapešť a Újpest FC a dvakrát reprezentoval Maďarsko. Po válce prožil úspěšnou trenérskou kariéru, vedl Nyíregyházu, Debrecín, Górnik Zabrze, Standard Lutych, Nacional Káhira a národní mužstva Alžírska a Pákistánu.
Dožil se 95 let a byl posledním žijícím fotbalistou reprezentujícím meziválečné Československo.